# Estación Maizales
Maizales es una estación ferroviaria ubicada en el Departamento San Lorenzo, Provincia de Santa Fe, Argentina.

## Servicios
La estación corresponde al Ferrocarril General Bartolomé Mitre de la red ferroviaria argentina. Hoy está concesionada a la empresa Nuevo Central Argentino (NCA).
No presta servicios de pasajeros ni de cargas, sus vías e instalaciones se encuentran en estado de abandono.